# Cuerpo de Fusileros Navales de Uruguay
FUSNA (FusNa) es el nombre que recibe el Cuerpo de Fusileros Navales de la República Oriental del Uruguay, denominación especifica de los infantes de marina.

## Descripción
El cuerpo fue creado el 7 de marzo de 1972, inspirado en la participación de las fuerzas montevideanas al mando del Capitán de Navío Santiago Liniers, quien en 1806 tuvo una más que decisiva participación en la reconquista de Buenos Aires. Liniers con el apoyo del teniente general de la Marina, Pascual Ruiz Huidobro, entonces gobernador de Montevideo, organizó una fuerza de 1.400 hombres, entre marinos, soldados y milicianos.
El desempeño de esas fuerzas le valió a Montevideo el título de Muy Fiel y Reconquistadora por parte de varios países del mundo, especialmente de la nuevamente argentina ciudad de Buenos Aires.
Luego, durante la guerra de la independencia, José Artigas utilizó para operaciones anfibias a Pedro Campbell como jefe de escuadrilla fluvial, el almirante gaucho, quien ejecutó numerosas acciones en el río Paraná aplicando la táctica de montoneras, con embarcaciones de poco calado y un puñado de hombres alternativamente jinetes, infantes o marineros armados de sables y fusil.
En el año 2012 entre el 15 de mayo y el 15 de junio, un Equipo de Entrenamiento Móvil (Military Training Team - MTT) de los famosos SEALs Norteamericanos instruyó al Cuerpo de Fusileros Navales (Fusna) en la intervención de embarcaciones, en lo que a nivel militar fue llamado Contra Interferencia Ilícita de Buques (CIIB). La Unidad estaba integrada por 15 efectivos, entre personal superior y subalterno, e ingresó al país con su propio armamento: 12 carabinas M4-A1 calibre 5.56x45, 12 pistolas Sig-Sauer P226 calibre 9x19 y munición para los ejercicios de adiestramiento.

## Centro de detención y tortura
Entre 1972 y al menos hasta 1983, en el marco del Plan Cóndor, este cuerpo operó el Centro de detención del FUSNA, instalaciones que fueron a la vez cárcel de presos políticos y centro clandestino de detención y torturas.